# Shabake
Shabake (しゃばけ?) es una serie de novelas de fantasía histórica japonesa escrita por Megumi Hatanaka con ilustraciones de Yū Shibata. La serie comenzó a publicarse en Shinchōsha en diciembre de 2001. Una adaptación al manga ilustrada por Mimori se publicó en la revista Monthly Comic Bunch de Shinchosha desde enero de 2017 hasta marzo de 2023. Una adaptación de ONA de 3 minutos producida por Shuka se lanzó en julio de 2021. Una adaptación de la serie de televisión de anime producida por Bandai Namco Pictures se estrenará en 2025.

## Personajes
Ichitarō (一太郎?)
 Seiyū: Junya Enoki (ONA), Daiki Yamashita (anime)
Nikichi (仁吉?)
 Seiyū: Koki Uchiyama (ONA), Kōji Okino (anime)
Sasuke (佐助?)
 Seiyū: Yōhei Azakami (ONA), Taku Yashiro (anime)
Nozoki Byōbu (屏風のぞき Byōbu Nozoki?)
 Seiyū: Ryohei Kimura (ONA)
Suzuhiko-hime (鈴彦姫?)
 Seiyū: Hisako Kanemoto (ONA)

## Contenido de la obra

### Manga
Una adaptación al manga ilustrada por Mimori se serializó en la revista Monthly Comic Bunch de Shinchōsha del 21 de enero de 2017 al 20 de marzo de 2023. Los capítulos del manga se recopilaron en cuatro volúmenes tankōbon lanzados del 9 de abril de 2018 al 8 de junio de 2023.
| Volúmenes de manga publicados | Volúmenes de manga publicados | Volúmenes de manga publicados |
| Número                        | Fecha de lanzamiento          | ISBN                          |
| ----------------------------- | ----------------------------- | ----------------------------- |
| 1                             | 9 de abril de 2018            | ISBN 978-4-10-772063-4        |
| 2                             | 9 de julio de 2019            | ISBN 978-4-10-772198-3        |
| 3                             | 8 de julio de 2021            | ISBN 978-4-10-772403-8        |
| 4                             | 8 de junio de 2023            | ISBN 978-4-10-772608-7        |

### Anime
El 19 de julio de 2021 se estrenó una adaptación de animación original en red (ONA) de 3 minutos para celebrar el 20.º aniversario de la serie de novelas. La ONA está producida por Shuka y dirigida por Hideki Ito, con música compuesta por Kaoru Wada.
Se anunció una adaptación de la serie de televisión de anime el 25 de noviembre de 2024. La serie está producida por Bandai Namco Pictures y dirigida por Takahiro Ōkawa, con composición de serie de Touko Machida, diseños de personajes de Akari Minagawa y música compuesta por Rei Ishizuka. Está previsto que se estrene en octubre de 2025, en el bloque de programación noitaminA de Fuji TV y sus afiliadas. El tema de apertura es "Inochi no Parade" interpretado por Kujira.

## Recepción
En noviembre de 2024, las novelas tenían más de 10 millones de copias en circulación.